# جندي خارق

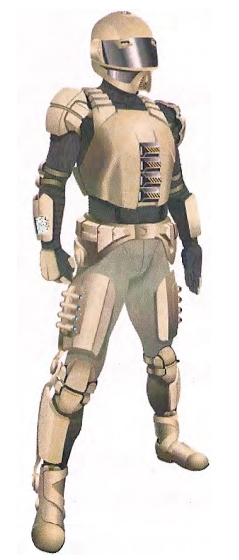
تمثيل لهيكل خارجي مصمم لمبادرة جندي المستقبل 2030.

الجندي الخارق (أو الجندي الفائق) هو مفهوم الجندي القادر على العمل بما يتجاوز القدرات البشرية العادية من خلال التحسين التكنولوجي، بدءًا من الهياكل الخارجية إلى أنظمة التدريب المتقدمة أو (في الوصف الخيالي) التعديل الوراثي أو التعزيز السيبراني.

## نظرة عامة والتاريخ الأدبي
الجنود الخارقون شائعون في أدب الخيال العلمي العسكري وأفلام وألعاب الفيديو. تشمل الأمثلة ستارشيب تروبرز بقلم روبرت أ. هاينلاين والحرب الأبدية بقلم جو هالدمان. ينتشر الجنود الخارقون أيضًا في عالمي الخيال العلمي <i>مطرقة الحرب 40.000</i> وهرطقة حورس. جادل الناقد مايك رايدر بأن الجنود الخارقين الذين تم تصويرهم في هذه العوالم هم بمثابة مرآة لقضايا يومنا هذا حول السيادة والأخلاق العسكرية والقانون. تتميز مارفل كومكس، وبالتالي عالم مارفل السينمائي، بمجموعة واسعة من الأبطال والأشرار الذين يحصلون على قدراتهم من خلال محاولات متنافسة مختلفة لإنشاء جندي خارق، بما في ذلك كابتن أمريكا، والرجل الأخضر وريد سكول، والحارس الأحمر.
عادة ما يتم تعزيز الجنود الخارقين الخياليين بشكل كبير، إما من خلال الوسائل الجراحية، أو تحسين النسل، أو الهندسة الوراثية، أو الغرسات السيبرانية، أو الأدوية، أو غسيل الدماغ، أو الصدمات النفسية، أو نظام التدريب الشديد أو غيرها من الوسائل العلمية و العلمية الزائفة. في بعض الأحيان، تستخدم بعض الحالات أيضًا أساليب خوارق أو تكنولوجيا وعلوم من أصل خارج كوكب الأرض. في مجال الترفيه، غالبًا ما يُنظر إلى مبدعي مثل هذه البرامج على أنهم علماء مجانين أو أفراد عسكريون صارمون، حيث أن برامجهم عادةً ما تتجاوز الحدود الأخلاقية في السعي وراء العلم أو القوة العسكرية. يمكن تصنيف بعض الصور على وجه الخصوص على أنها سايبورغ أو كائنات سيبرانية نظرًا للطبيعة السيبرانية لزياداتها.

## الصين
في عام 2022، ذكرت أكاديمية جيش التحرير الشعبي للعلوم العسكرية أن فريقًا من العلماء العسكريين أدخل جينًا من دب الماء في الخلايا الجذعية الجنينية البشرية في تجربة مع الاحتمال المعلن لإنشاء جنود مقاومين لمتلازمة الإشعاع الحادة والذين يمكنهم النجاة من السقط النووي.

## الجيش الأمريكي
في كتابه الرجال الذين يحدقون في الماعز (2004)، وثق الصحفي الويلزي جون رونسون كيف حاول الجيش الأمريكي مرارًا وتكرارًا تدريب الجنود على استخدام تقنيات القتال شبه العلمية والعلمية الزائفة خلال الحرب الباردة،  وتجربة تكتيكات العصر الجديد التكتيكات والظواهر النفسية مثل المشاهدة عن بعد، والإسقاطات النجمية، و"لمسة الموت" وقراءة الأفكار ضد أهداف سوفيتية مختلفة. ألهم الكتاب أيضًا فيلمًا كوميديًا حربيًا يحمل نفس الاسم (2009) من إخراج جرانت هيسلوف وبطولة جورج كلوني.